# Haus Thoholte

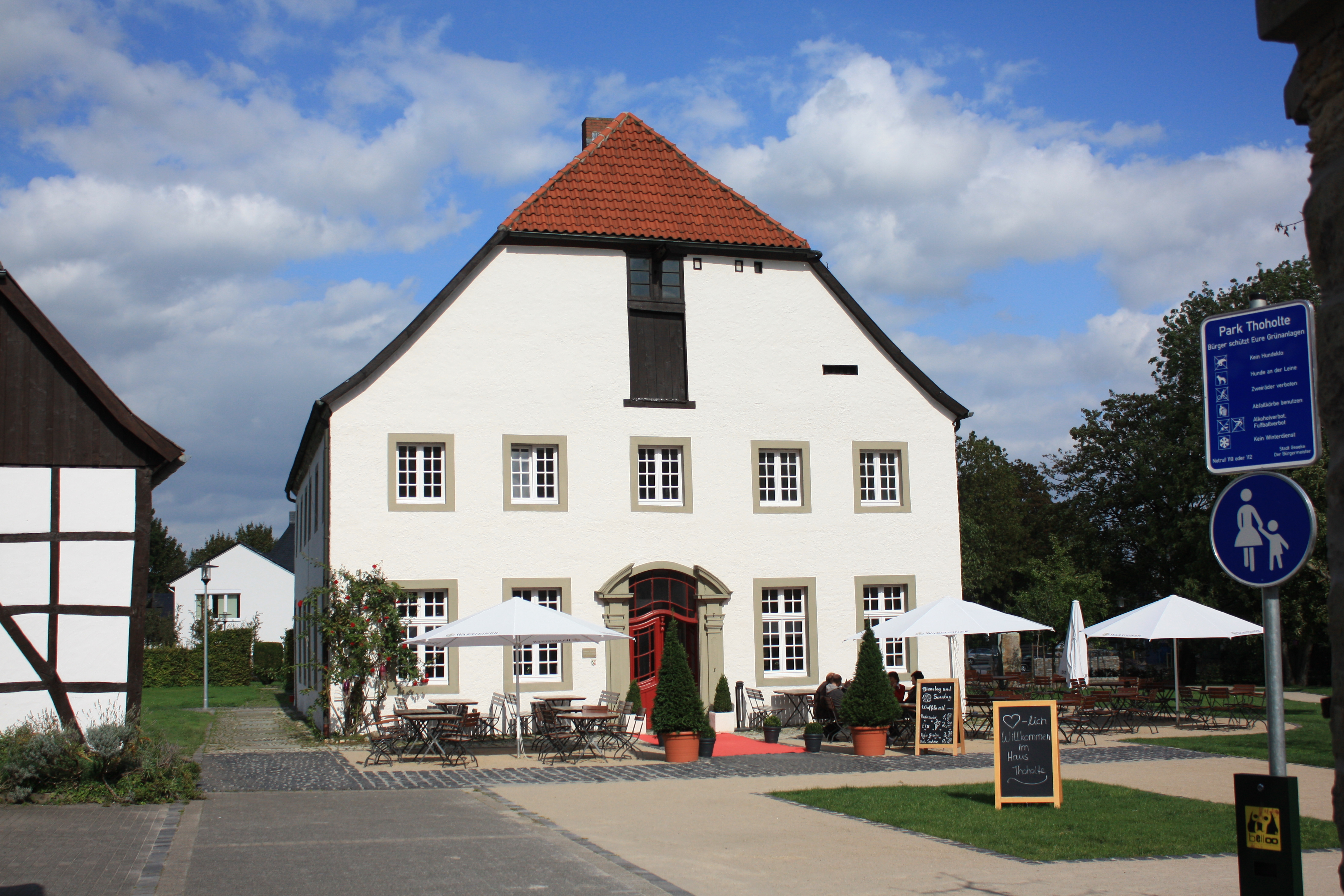
Haus Thoholte

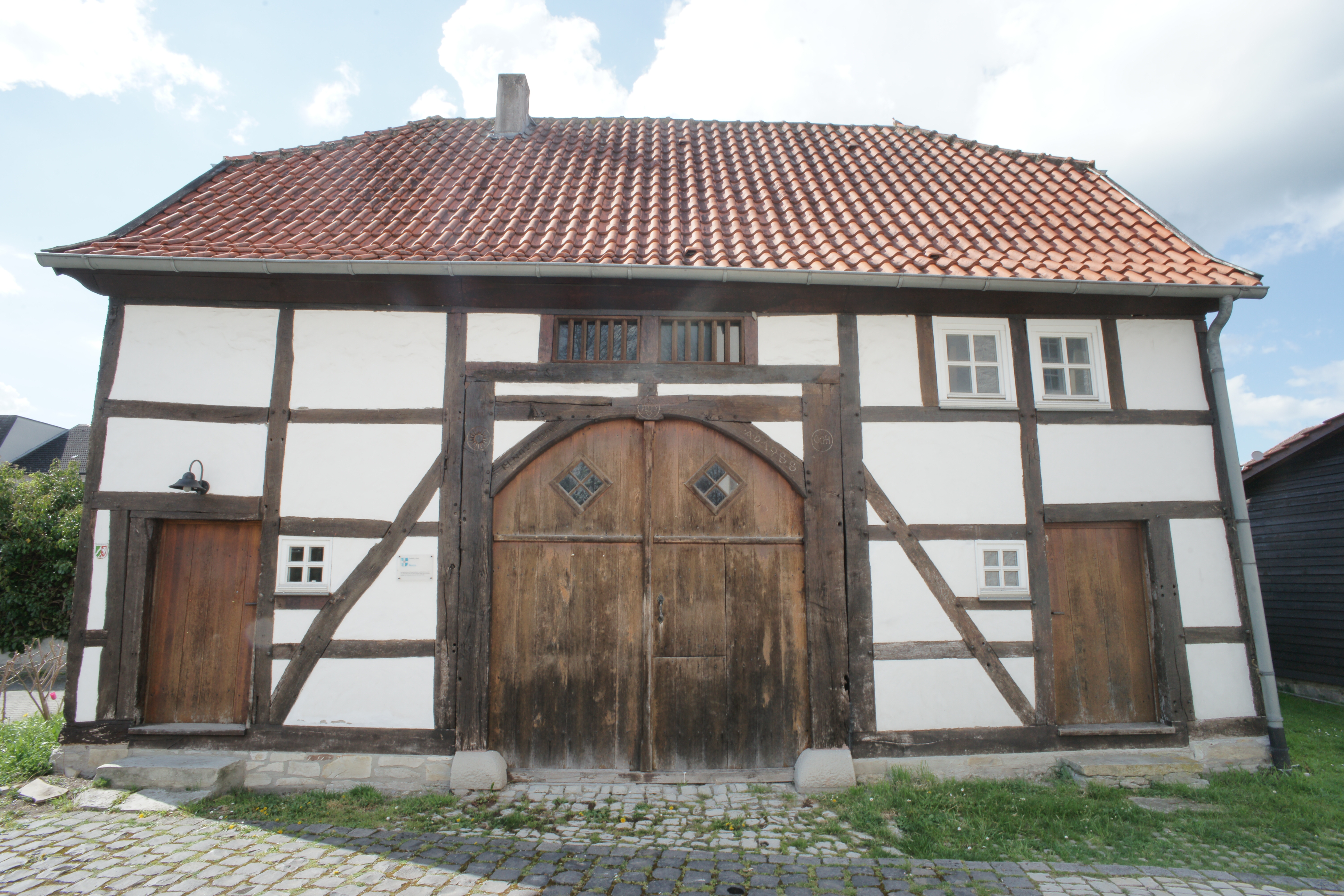
Remise

Das denkmalgeschützte Haus Thoholte befindet sich in Geseke in Nordrhein-Westfalen.

## Geschichte
Die Geschichte des Hauses ließ sich von Heimatforschern bis ins 14. Jahrhundert zurückverfolgen.
Im Jahr 1714 wurde das Haupthaus von dem Rentmeister Johannes Otto Fischer erbaut. Der nördliche Teil des Hauses stammt aus dem 16. Jahrhundert. In dieser Zeit bezeichnete man das Haus als Grevenhof. Die angrenzende denkmalgeschützte Fachwerkremise mit Krüppelwalmdach und Querdeele errichtete man im 18. Jahrhundert.
Anfang des 17. Jahrhunderts erwarb der Fürstbischof von Paderborn Dietrich von Fürstenberg den Besitz. Auch die Herren von Hoerde gehörten zu den Besitzern. Seinen heutigen Namen verdankt das Haus dem Kaufmann Johann Philipp Thoholte. 1856 kam das Haus in seinen Besitz. Sein Sohn betrieb später vorübergehend darin eine Zigarrenfabrik. Im Jahr 1978 übernahm die Stadt Geseke das Haus und ließ das Objekt nachfolgend restaurieren. Das Bauwerk war im August 2011 Denkmal des Monats in Westfalen-Lippe. Aktuell befindet sich in dem Haus ein Gastronomiebetrieb.